# Ministero della difesa (Argentina)
Il Ministero della difesa (in spagnolo Ministerio de Defensa) è un dicastero del governo argentino che si occupa di gestire la difesa nazionale e le forze armate.
L'attuale ministro è Luis Petri, in carica dal 10 dicembre 2023.

## Storia
La riforma costituzionale argentina del 1949, approvata durante il governo costituzionale di Juan Domingo Perón, creò i Ministeri dell'Esercito (prima della Guerra), della Difesa nazionale, della Marina e dell'Aeronautica.
Il ministero della difesa fu soppresso nel 1955 e ripristinato nel 1958, fin dalla sua nascita il ministero e lo stato maggiore congiunto hanno avuto poca importanza nella gestione delle forze armate, che erano gestiti dai Segretariati della Guerra, della Marina e dell'Aviazione.
Il 17 settembre 1966, il presidente de facto Juan Carlos Onganía soppresse i ministeri di forza armata e al Ministero della Difesa fu assegnato il Comando in Capo dell'Esercito, il Comando delle Operazioni Navali e il Comando in Capo dell'Aeronautica Militare.
Nel 2006, durante la presidenza di Néstor Kirchner viene definitivamente approvata una legge che disciplina la gestione delle forze armate, riduce i poteri dei capi di stato maggiore di forza armata e istituisce il Capo di stato maggiore congiunto. Secondo la legge le forze armate possono essere utilizzate solo contro un'aggressione straniera, prevedendo la centralizzazione del potere, dando di conseguenza maggiore importanza al ministero.